# Thomas Mülner
Thomas Mülner (* 16. Juni 1976 in Zeltweg) ist ein österreichischer Musicaldarsteller. 2005/2006 war er  als Erstbesetzung  „Graf Paris“ sowie als Zweitbesetzung Romeo in Romeo & Julia am Wiener Raimund Theater zu sehen.

## Ausbildung
Mülner ist gebürtiger Österreicher und absolvierte seine Ausbildung in Gesang, Tanz und Schauspiel in Wien und in Sydney/Australien. Dort wurde er zunächst als Tänzer für Madame Butterfly im Sydney Opera House, danach als Sänger in My Fair Lady im Capitol Theatre engagiert. Dem Wiener Publikum ist er durch sein Engagement in Rock It und Cabaret bekannt.

## Engagements in Deutschland und Österreich
Seine erste Verpflichtung in Deutschland führte ihn nach Essen zu Joseph and the Amazing Technicolor Dreamcoat, wo er als „Gad“ und „Ruben“ auf der Bühne stand.
Anschließend war er in der Deutschen Uraufführung von Tanz der Vampire in Stuttgart in der Rolle des „Herbert“ zu sehen. Im Oktober 2002 wirkte er bei der 10 Year Anniversary Gala des Musicals Elisabeth im Wiener Konzerthaus mit. Im Sommer 2003 konnte man ihn in der Rolle des „Oscar“ in The Wild Party in Amstetten sehen. Zuletzt (Oktober 2003), wirkte Thomas bei der Jubiläumsgala der Musicals Das Phantom der Oper, Cats und Les Misérables im Wiener Konzerthaus mit. 
Von März bis Dezember 2004 war Mülner in Wien in der Uraufführung von Barbarella im Ensemble und als Zweitbesetzung „Pygar“ zu sehen. 
Seit Februar 2005 ist er in der deutschsprachigen Erstaufführung des Musicals Romeo und Julia im Wiener Raimund Theater als 1. Besetzung Paris und als 2. Besetzung Romeo zu sehen. 
Demnächst wird Thomas Mülner in der Rolle des Raoul in einer Tournee-Produktion des Phantoms der Oper zu sehen sein, dies ist allerdings nicht die Version von Andrew Lloyd Webber, sondern eine Neuinszenierung von Dean Campbell (Buch) sowie u. a. BBC-Komponisten Peter Moss (Musik)!